# Ünnaste
Ünnaste es una localidad del municipio de Põhja-Pärnumaa en el condado de Pärnu, Estonia, con una población censada a final del año 2011 de 14 habitantes. En el año 2021 la población era de 20 habitantes, correspondiente a 12 hombres y 8 mujeres.
Se encuentra ubicada al noreste del condado, a poca distancia del río Pärnu y de la frontera con el condado de Rapla.